# محمد سليمان يوسف
 محمد سليمان يوسف..
- صحفي وإعلامي سوري تخرج من كلية الحقوق جامعة دمشق عام 1988م، وانتقل للعمل في دولة الإمارات عام 1992م،
- بدأ مشواره المهني في مجال الصحافة والإعلام من خلال شركة جرناس للإنتاج الفني حيث عمل مديرا فنيا لها ما بين 1993و2004 ومن خلال وجوده على رأس هذه الشركة (المملوكة بالكامل للفنان الإماراتي المعروف أحمد الجسمي) أعد وأخرج مجموعة من البرامج الوثائقية كان من أهمها برنامج مشاهد وشواهد المرشح لجائزة تقديرية في مهرجان القاهرة للإذاعة والتليفزيون عام 2003م، وخلال نفس الفترة عمل مراسلا غير متفرغ لقناة الجزيرة القطرية من الإمارات (النشرة الاقتصادية من لندن) خلال عامي 1998و1999، ومراسلا غير متفرغ لقناة النيل للأخبار من الإمارات خلال العامين 2001و2002 كما عمل لفترات محدودة مراسلا لكل من تلفزيوني قطر والبحرين
- خلال الفترة ما بين 2002و2004 أعد مجموعة من البرامج لـ تلفزيون الشارقة(كان أشهرها برنامج نجم في الشارقة والذي استضاف عددا من نجوم الفنانين العرب والبرنامج الوثائقي «نوافذ / الحجار» الحائز على الجائزة الفضية في مهرجان الخليج للإذاعة والتلفزيون [1] الدورة العاشرة [2])،
- عام 2005 انتقل إلى تلفزيون دبي «مركز الأخبار» وعمل معدا لبرنامج "تداول[3]" ما بين عامي 2005و2007 وهو برنامج اقتصادي متخصص بالبورصات وأسواق المال
- عمل رئيس تحرير للنشرة الاقتصادية " تداول " من عام 2007وحتى 2010 وخلال نفس الفترة أي من 2007 وحتى 2010 عمل رئيس تحرير برنامج " المؤشر[4][5][6][7][8][9] وهو برنامج اقتصادي استضاف كبار صناع القرار الاقتصادي في الإمارات والعالم العربي وحصل على الجائزة الذهبية كأفضل برنامج اقتصادي خليجي في مهرجان الخليج للإذاعة والتلفزيون [1] عام 2010م>
- في منتصف عام 2010م انتقل إلى مجموعة بينونة الإعلامية في أبوظبي وعمل في «مركز أخبار» المجموعة كرئيس تحرير للنشرة الاقتصادية والبرنامج الاقتصادي، لكن ولأسباب مفاجئة وغير معلومة تم إغلاق المجموعة وإنهاء خدمات العاملين فيها، فانتقل للعمل في منطقة صانعي الإعلام «تو فور 54» بأبو ظبي كصحفي مستقل خلال الفترة الممتدة من مارس 2011- يناير 2012م، وفي فبراير 2012انتقل للعمل في مؤسسة الشارقة للإعلام «مركز الأخبار» كرئيس تحرير للنشرة الاقتصادية ورئيس تحرير البرنامج الاقتصادي «أرقام» وما زال على رأس عمله، أما في المجال الصحفي فكتب مئات من مقالات الرأي [10][11][12][13][14][15][16] التي نشرت في العديد من الصحف والمواقع الإلكترونية العربية، وحظي باستضافة العديد من وسائل الإعلام المرئية والمكتوبة لإبداء الرأي بشؤون وقضايا اقتصادية وسياسية وإعلامية.[17]

## أهم أعماله
- نشرة تداول: عمل رئيس تحرير لنحو (1200 نشرة) من نشرة تداول وهي نشرة اقتصادية تبث من تلفزيون دبي وتهتم بأخبار أسواق المال المحلية وبتغطية الأخبار الاقتصادية لدولة الإمارات العربية المتحدة وبشكل أقل أخبار دول مجلس التعاون والعالم العربي وقد حققت انتشارا مهما منذ إطلاقها عام 2007م.
- برنامج المؤشر : عمل رئيس تحرير لأكثر من (160 حلقة)من برنامج المؤشر وهو برنامج اقتصادي حواري أسبوعي يبث من تلفزيون دبي وتمكن من جذب اهتمام شريحة واسعة من المستثمرين الإماراتيين والعرب وسلط الضوء على مئات القضايا الاقتصادية واستضاف كبار صناع القرار الاقتصادي في الإمارات والعالم العربي وتميز بتغطية أخبار الأزمة المالية العالمية وتداعياتها على الاقتصاد العالمي والعربي.
- برنامج تداول : عمل معدا ثم رئيس تحرير لبرنامج تداول وهو برنامج اقتصادي تم بث أكثر من ألف حلقة منه عبر شاشة تلفزيون دبي، واقتصرت تغطيته لأسواق المال الإماراتية وكانت انطلاقته مع بداية طفرة أسواق المال في الإمارات والمنطقة أي في عام 2005 وحقق وقتها شهرة واسعة كونه التزم قضايا المستثمرين ونقل من قاعة التداول صوتهم مباشرة إلى الجهات المعنية.
- برنامج برنامج عكس : عمل باحثا ومعدا لبرنامج عكس وهو برنامج درامي وثائقي ترفيهي يركز على الكاميرا الفوتوغرافية تاريخها وتطورها واستعمالها واستضافة المصورين الهواة والمحترفين ومرافقتهم في جولات التصوير تم بث نحو ثلاثين حلقة منه على شاشة قناة سما دبي 2005-2006م.
- برنامج ملامح : عمل باحثا ومعدا لبرنامج ملامح وهو برنامج وثائقي وثق بالصورة العديد من المواقع والمعالم الأثرية والتراثية والتاريخية الإماراتية وقد تم بث نحو ثلاثين حلقة منه على شاشة قناة سما دبي 2006 م.
- برنامج نوافذ: عمل باحثا ومعدا لبرنامج نوافذ وهو برنامج درامي وثائقي وثق بالصورة والنص العديد من المهن والحرف التقليدية والعادات والتقاليد الإماراتية وقد تم بث نحو ثلاثين حلقة منه على شاشة تلفزيون الشارقة 2004-2005 م.
- برنامج نجم في الشارقة : عمل معدا لبرنامج نجم في الشارقة وهو برنامج ترفيهي استضاف نخبة من نجوم الفن والرياضة العرب (أحمد بدير وفردوس عبد الحميد ومحمود الجندي وعارف الطويل وعابد فهد ومحمد المنصور وجميل راتب وغانم السليطي) ورافقهم في جولة ركزت على صحراء وريف وقرى إمارة الشارقة وقد قدم البرنامج الفنان الإماراتي أحمد الجسمي وتم بث ثلاثين حلقة منه في رمضان عام 2004 وحظي باهتمام المشاهد المحلي والعربي.
- برنامج مشاهد وشواهد: عمل باحثا ومعدا ومخرجا لبرنامج مشاهد وشواهد وهو برنامج درامي وثائقي وثق بالصورة والنص للعمارة العربية والإسلامية والمحلية في الإمارات كما وثق العديد من المهن والحرف التقليدية المستمرة والمندثرة والبرنامج من إنتاج مركز دبي للأعمال الفنية عام 2002 وتم بث نحو ثمانين حلقة منه عبر تلفزيون دبي عدة مرات كما استمر تلفزيون الشارقة ببثه لعدة سنوات وقد حظي البرنامج بمشاهدة مهمة ورشح لجائزة تقديرية في مهرجان القاهرة للإذاعة والتليفزيون عام 2003.
- برنامج فرح ومرح ومعرفة : عمل معدا ومخرجا لبرنامج فرح ومرح ومعرفة وهو برنامج ترفيهي للأطفال غطى جميع فعاليات مهرجان دبي للتسوق 2003 وهو من إنتاج تلفزيون وعدد حلقاته ثلاثين حلقة.
- برنامج دليل المهرجان : عمل معدا لبرنامج دليل المهرجان وهو برنامج ترفيهي غطى جميع فعاليات مهرجان دبي للتسوق 2002 وهو من إنتاج تلفزيون وعدد حلقاته ثلاثين حلقة أخرجها جناح كنج.
- برنامج جبل علي بوابة العالم : عمل معدا لبرنامج جبل علي بوابة العالم وهو برنامج اقتصادي غطى الحركة الحركة التجارية والملاحية في المنطقة الحرة بجبل علي والشركات العاملة فيه وتم بث حلقاته في تلفزيون عجمان عام 2002 والبرناج من إخراج تاج السر جارون.
- برنامج يوم في حياة أم : عمل معدا ومخرجا لبرنامج يوم في حياة أم وهو برنامج درامي تسجيلي سجل الحياة اليومية لثلاثين امرأة من نسوة الإمارات العاملات في المدينة والريف ورافقهم في حياتهم على مدار يوم كامل وهو من البرامج النادرة التي سجلت لحياة المرأة في الريف الإماراتي بث تلفزيون دبي ثلاثين حلقة منه عام 2001 وقد أثار عرضه جدلا مهما بين أوساط الريفيين الإماراتيين.
- برنامج رمضان بين الجبال والوديان : عمل معدا ومخرجا لبرنامج رمضان بين الجبال والوديان وهو برنامج درامي تسجيلي سجل الحياة اليومية الاجتماعية والاقتصادية لثمانية وعشرين قرية إماراتية وتم بثه عبر شاشة تلفزيون دبي عام 2000.
- برامج أخرى :

- أخرج 60 حلقة، برنامــــج أزهار المهرجان، إنتاج تلفزيون دبي 1998 
- أعد وأخرج 13 حلقة، برنامــــج رمضيانات، إنتاج تلفزيون دبي 1998 
- أعد وأخرج 52 حلقة، برنامج الإمارات والبيئة، إنتاج تلفزيون دبي 1997
- أعد 30 حلقة، برنامج يوم في حياتي، تلفزيون دبي 1997
- أعد 10 حلقات، برنــامج ذاكرة مكان، تلفزيون دبي 1997 
- اعد 10 حلقات، برنامــج صورة عن قرب، تلفزيون دبي 1997